# Carlo Pirzio Biroli
Carlo Pirzio Biroli (Roma, 15 giugno 1909 – Tirana, 13 settembre 1943) è stato un militare e partigiano italiano, decorato di medaglia d'oro al valor militare alla memoria nel corso della seconda guerra mondiale.

## Biografia
Nacque a Roma il 15 giugno 1909, figlio del futuro generale Alessandro e di Angela Marini, e bisnipote del generale Luigi Nelson Pirzio Biroli. Giovane sportivo e noto campione militare di equitazione, così come il padre lo era stato per la scherma, frequentò la Regia Accademia Militare di Fanteria e Cavalleria di Modena da cui uscì con il grado di sottotenente in servizio permanente effettivo, nell'arma di cavalleria, il 1º settembre 1932 assegnato al Reggimento "Genova Cavalleria" (4º). Promosso tenente nel 1934 e capitano nel 1939, entrò nello stesso anno come allievo del 69º Corso nell'Istituto superiore di guerra. Promosso primo capitano nel settembre 1940, fu trasferito al Comando superiore delle FF.AA. (Forze Armate) dell'Albania ed assegnato in esperimento di Stato maggiore al XXV Corpo d'armata. Dopo aver partecipato a numerosi combattimenti nella campagna sul fronte greco-albanese, rientrò al Comando superiore in servizio di Stato maggiore. Nominato capo di stato maggiore del Raggruppamento celere d'Albania, partecipava alle operazioni svoltesi nello scacchiere dei Balcani fino alla data dell'armistizio dell'8 settembre 1943. Cadde in combattimento a Tirana il 13 settembre e fu successivamente insignito della medaglia d'oro al valor militare alla memoria. Con decreto dell'ottobre 1944, fu promosso maggiore con anzianità 1º settembre retrodatata 16 gennaio 1942 per conseguito vantaggio di carriera.
Al nome di Carlo Pirzio Biroli sono intitolate una strada della Capitale e una del comune di Ciampino.

### Annotazioni
1. ↑  Assegnato dal febbraio del 1942 al Raggruppamento Celere Albania. Tale unità era al comando del generale Renzo Mayer, e comprendeva i Reggimenti “Cavalleggeri di Monferrato” (al comando del colonnello Luigi Lanzuolo), "Cavalleggeri Guide", "Lancieri di Firenze", il XLVI Battaglione bersaglieri, il XXI Battaglione della M.V.S.N., il IV Gruppo Corazzato, e un reparto autonomo.

### Fonti
1. ↑  Gruppo Medaglie d’Oro al Valore Militare 1965, p. 308.
2. 1 2 3 4 5 6 7 8  Combattenti Liberazione.
3. ↑   Carlo Pirzio Biroli, su Quirinale.it. URL consultato il 15 novembre 2018.
4. ↑  Registrato alla Corte dei conti lì 5 aprile 1945, guerra registro 3, foglio 255.